# Palais Paolo et Niccolò Interiano
Le palais Paolo et Niccolò Interiano, ou palais Interiano Pallavicino, est un palais urbain  situé sur la Piazza delle Fontane Marose, dans le centre historique de Gênes. Il s'agit d'un des palais des  Rolli qui étaient destinés, à l'époque de la république de Gênes, à accueillir des invités de haut rang lors de visites d'État au nom du gouvernement génois.
Le bâtiment fait partie des 42 palais Rolli sélectionnés et déclarés site du patrimoine mondial par l'UNESCO le 13 juillet 2006.

## Histoire
Il a été construit selon un projet de l'architecte tessinois Francesco Casella pour Paolo Battista et Niccolò Interiano entre 1565 et 1567. Il apparaît comme un palais de la plus haute catégorie dans les Rolli de 1576, 1599, 1614. Il a été inclus par Rubens dans son édition des Palais de Gênes de 1622.
Vers 1664, il devient la propriété de Gio. Battre Negrone ; Il fut ensuite propriété des Centurione, puis des Grimaldi (1797) et de Vivaldi Pasqua, qui restaura largement le palais, l'agrandissant entre 1844 et 1851, et enfin par les Pallavicini.
Il présente une façade à l'architecture rythmée de niches et de figures (allégories de la Prudence, de la Tempérance, de la Justice et de la Force et des Vertus cardinales exécutées par les peintres maniéristes Lazzaro et Benedetto Calvi entre les XVIe et XVIIe siècles), ainsi que sur la façade arrière. Le portail, en blocs de pierre et de marbre alternés, avec des chérubins et des vases, est surmonté des armoiries de la famille Pallavicino.
Sur le toit se trouve un jardin, œuvre du XIXe siècle de l'architecte Pietro Pellegrini, composé d'une série de terrasses montant progressivement sur la colline ; il conserve quelques loggias, un nymphée, ainsi que quelques statues et bassins de Traverso et Parodi. Vers le haut, le parc, encore planté aujourd'hui, est scénographiquement conclu par une loggia au-dessus de laquelle se dresse le bâtiment moderne du musée d'art oriental Edoardo Chiossone, construit par Mario Labò en 1971, pour remplacer la Villetta Di Negro détruite.
Dans l'atrium, les fresques sont de Giovanni Battista Carlone, tandis que la statue néoclassique d'Antinoüs est de Nicolò Traverso, et celles de Pâris et d'Hélène, de Salvatore Revelli, du XIXe siècle.
Au XIXe siècle, sur commande du marquis Domenico Pallavicino et de son épouse Teresa Corsi, les façades furent restaurées et la décoration intérieure de nombreuses pièces fut réalisée. Michele Canzio a décoré une salle avec des Scènes de l'Ancien Testament.

## Galerie

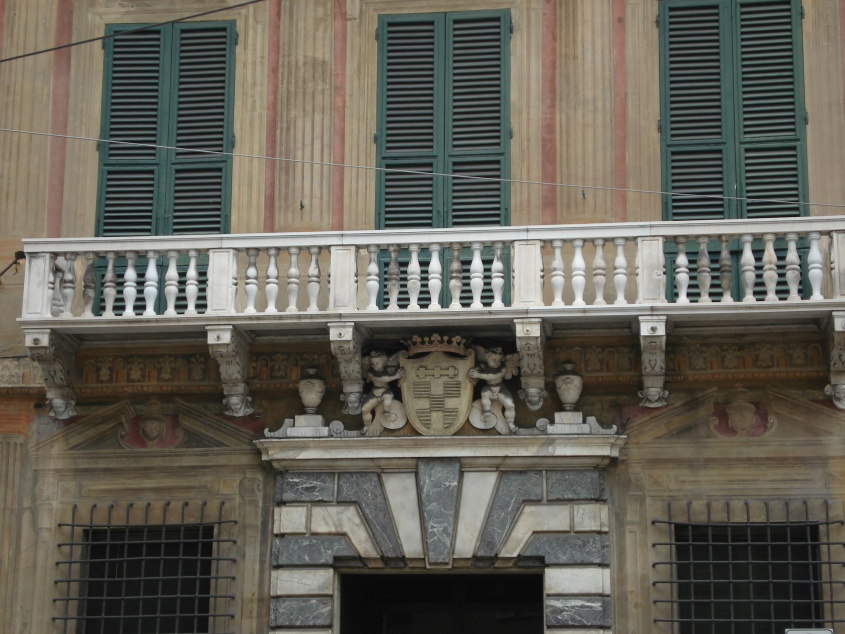
Détail du portail.
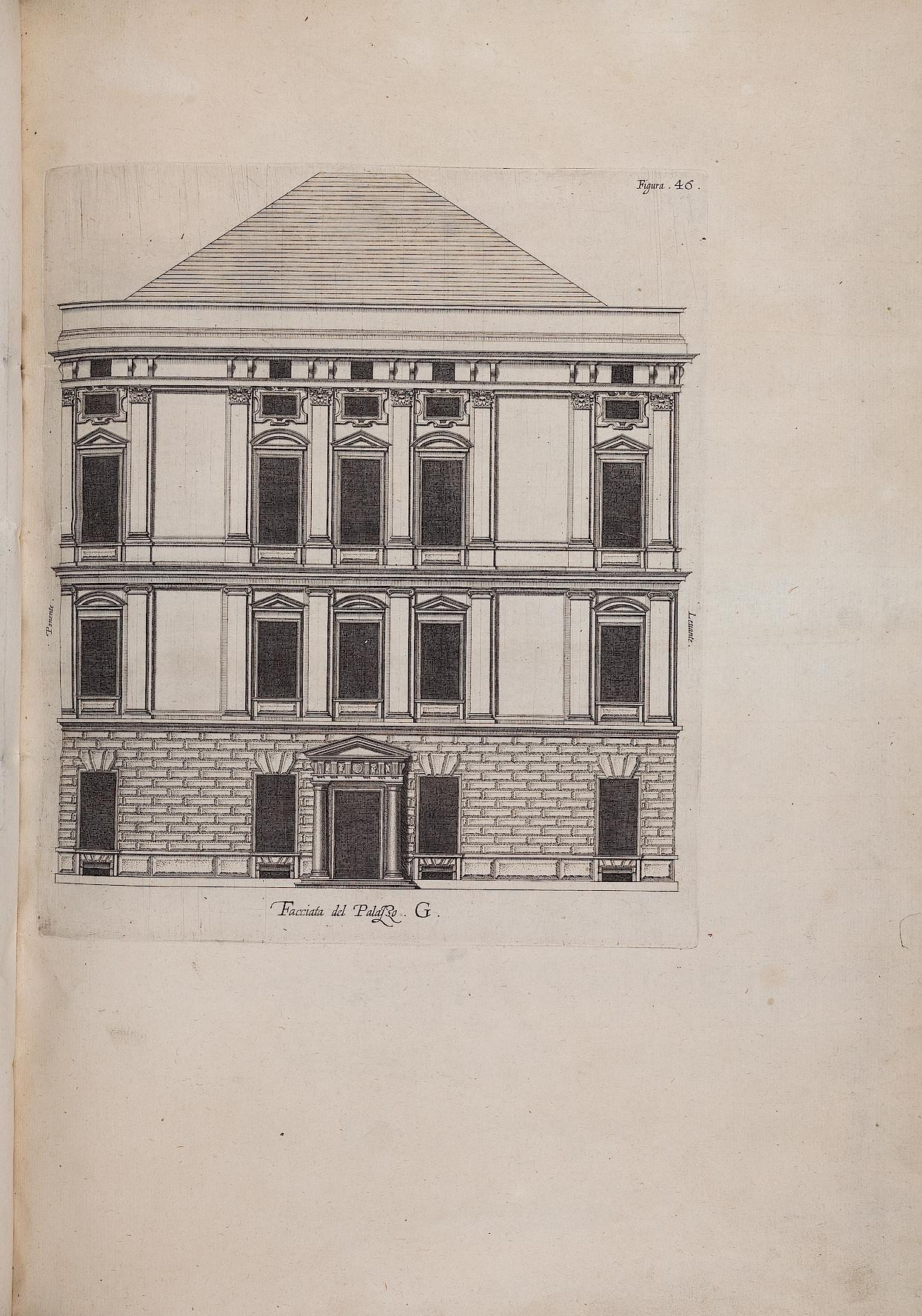
Rubens - Palais de Gênes, Palazzo Interiano.
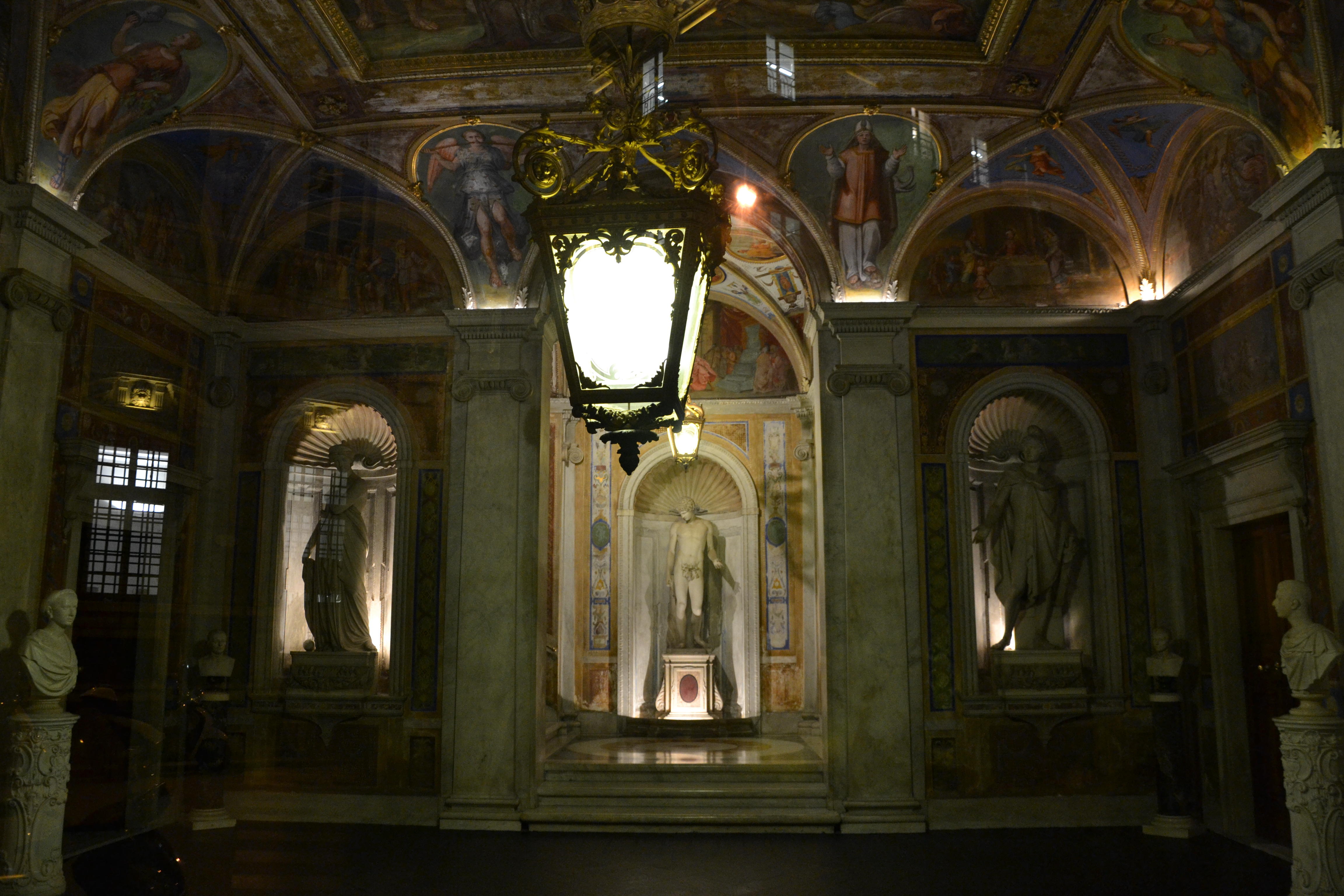
Hall d'entrée.
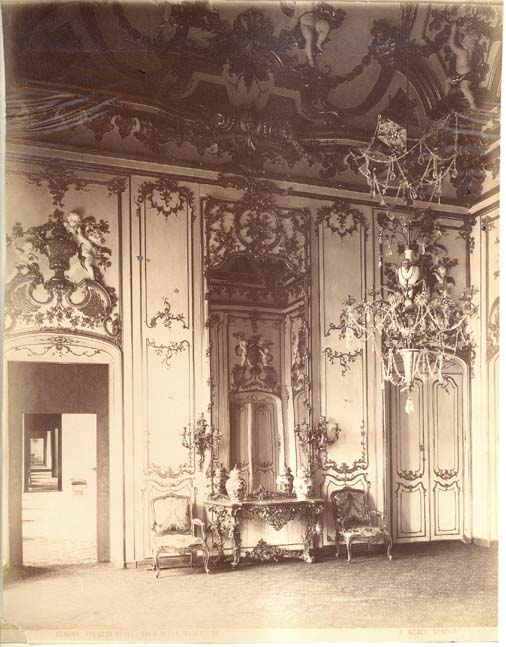
Alfred Noack (1833-1895) - Intérieurs du palais Pallavicino.